# James Jones (koszykarz)
James Jones (ur. 4 października 1980 w Miami) – amerykański koszykarz, grający na pozycji niskiego skrzydłowego, obecnie generalny menadżer w klubie Phoenix Suns.
Zwycięzca konkursu rzutów za 3 punkty podczas NBA All-Star Game w 2011 w Los Angeles. Dwukrotny mistrz NBA wraz z Miami Heat z sezonu 2011/12 i 2012/13.
5 sierpnia 2014 podpisał kontrakt z Cleveland Cavaliers.
W 2016 roku Jones i LeBron James zostali pierwszymi od ponad pięćdziesięciu lat koszykarzami, którzy dotarli do finałów NBA sześć razy z rzędu. Wcześniej dokonało tego tylko siedmiu zawodników Boston Celtics z lat 50. i 60.

## Osiągnięcia
Na podstawie, o ile nie zaznaczono inaczej.
NCAA
- Zaliczony do:
  - III składu AAC (2002)
  - składu All-AAC Honorable Mention (2003)

NBA
- 3-krotny mistrz NBA (2012, 2013, 2016)
- 4-krotny wicemistrz NBA (2011, 2014, 2015, 2017)
- Zwycięzca konkursu rzutów za 3 punkty (2011)[7]
- 2-krotny uczestnik konkursu rzutów za 3 punkty (2011, 2012)[7]
- Lider play-off w skuteczności rzutów wolnych (2011 - wspólnie z Thabo Sefoloshą, 2012 z Gordonem Haywardem i Jodie Meeksem)[8]

Inne
- Menedżer roku NBA (2021)[9]